# Клавдія (кратер)

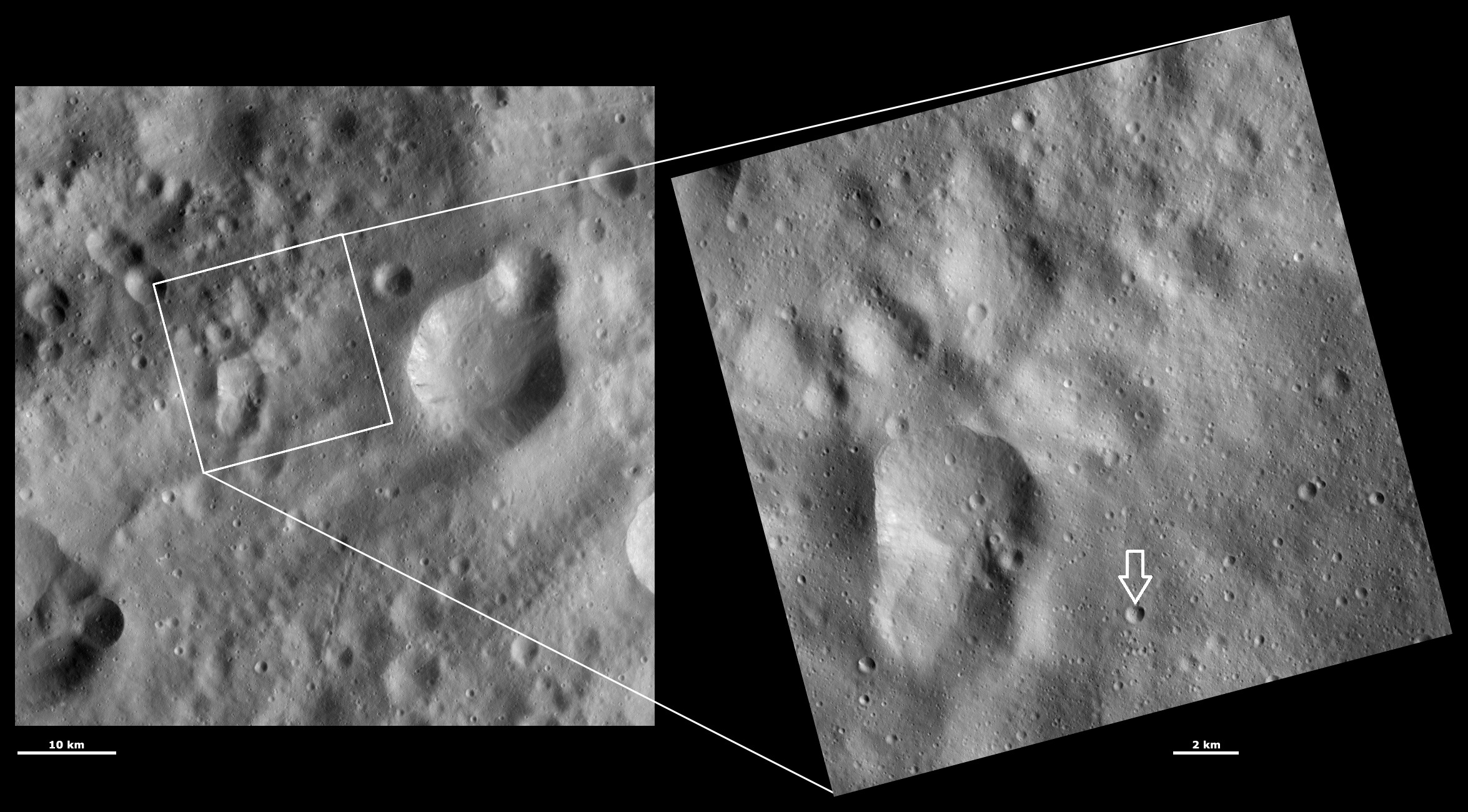
Кратер Клавдія (стрілка на зображенні праворуч) на зображенні Вести, зробленому Dawn на висоті 272 км, показано в контексті зображення ліворуч, зробленого з 700 км.

Клавдія — невеликий 700-метровий кратер, який визначає нульовий меридіан на астероїді 4 Веста в системі координат, яка використовується науковою групою космічної місії Dawn та "Журналом планетної номенклатури" (Gazetteer of Planetary Nomenclature) Міжнародного астрономічного союзу (МАС), хоча цей нульовий меридіан не прийнятий МАС в цілому. Кратер Клавдія розташований на 1,6° пд. ш. і (за визначенням) 4,0° зх. д.
Клавдію обрали тому, що вона маленька, чітко окреслена, легко знаходиться та розташована поблизу екватора. Початковий меридіан проведений не через Клавдію, а в 4° від неї. Це призводить до більш логічного набору картографічних квадрантів, ніж система координат IAU, яка дрейфує з часом через помилку в обчисленні положення полюса, і базується на 200-кілометровому регіоні Ольберса, який настільки погано визначений, що його навіть не видно на фотографіях космічного апарата Dawn.
30 вересня 2011 року кратер був названий на честь римської весталки Клавдії.